# Velocidade de hemossedimentação

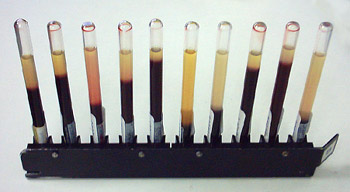
Sedimentação do sangue anticoagulado

Velocidade de hemossedimentação (VHS), ou Taxa de sedimentação de eritrócitos, ou Velocidade de Sedimentação (VS), ou Reação de Biernacki (abreviado em polonês: OB = Odczyn Biernackiego), é um teste hematológico frequente, inventado em 1897 pelo médico polonês Edmund Biernacki, que mede a taxa de sedimentação (separação) dos glóbulos vermelhos (eritrócitos) de uma amostra de sangue no período de uma hora, auxiliando no diagnóstico de doenças ocultas e no monitoramento de doenças inflamatórias ou malignas.
É um teste comum na hematologia, usado para uma medida não específica da inflamação. Trata-se de um teste muito sensível, embora não seja específico, e é frequentemente o primeiro indicador de doença, quando outros sinais químicos e físicos estão normais. A VHS comumente aumenta significativamente em doenças inflamatórias disseminadas. As elevações podem ser prolongadas em casos de inflamação localizada ou de câncer.

## História
O teste inventado em 1897 pelo médico polonês Edmund Faustyn Biernacki, em algumas partes do mundo, continua a ser referido como Reação de Biernacki (abreviatura do polonês: OB = Odczyn Biernackiego). Em 1918, o patologista sueco Robert Sanno Fåhræus desenvolveu um teste semelhante, juntamente com Alf Vilhelm Albertsson Westergren, denominado teste Fåhræus-Westergren (abreviado como teste FW; no Reino Unido, usualmente denominado teste Westergren),  o qual utiliza amostras anticoaguladas com citrato de sódio.

## Objetivo
• Monitorar doença inflamatória ou maligna.
• Auxiliar na determinação e diagnóstico de doenças ocultas tais como tuberculose, necrose tecidual ou doença do tecido conectivo.
A VHS aumenta na gravidez, anemia, inflamação aguda ou crônica, tuberculose, paraproteinemias (especialmente mieloma múltiplo e macroglobulinemia de Waldeströn), febre reumática, artrite reumatoide e algumas malignidades.
A policitemia, anemia falciforme, hiperviscosidade e baixos níveis de fibrinogênio plasmático ou de globulina, tendem a deprimir o VHS.
Importante: Em pessoas saudáveis, o primeiro passo deve ser repetir o exame, pois muitas vezes o resultado do teste repetitivo é normal. Se o teste repetido também for alterado, pode haver uma doença subjacente. Quando maior for o valor da VHS, maior a chance de uma doença em fase aguda. Todas as doenças podem alterar a velocidade de hemossedimentação, desde uma gripe até o câncer. Portanto, trata-se de um exame inespecífico, ou seja, não permite fazer o diagnóstico de nenhuma doença. Diz apenas se a doença está ativa ou não. Logo, somente um exame médico permite dizer qual a doença que está causando alteração da hemossedimentação.

### Na fase aguda das inflamações
Mediadores inflamatórios, especialmente a interleucina e o fator de necrose tumoral (FNT) fazem com que os hepatócitos produzam proteínas que são reagentes de fase aguda, tais como o fibrinogênio, a proteína C-reativa, a amiloide A, haptoglobina, complemento e ceruloplasmina. O fibrinogênio é muito eficiente em neutralizar as cargas de ácido siálico das hemácias, deixando a VHS elevada. Muitas proteínas do mieloma têm a mesma característica do fibrinogênio.
A VHS apenas reflete a atividade da doença. Quando está alta, significa que a doença está ativa; quando normal, a doença está sob controle.

## Valor normal
Para mulheres:
- Após uma hora: até 10 mm
- Após duas horas: até 25 mm

Para homens:
- Após uma hora: até 8 mm
- Após duas horas: até 20 mm

(Em crianças, os valores variam de 3 a 13mm/h)
A VHS aumenta com a idade, em pessoas normais.
As fórmulas geralmente aceitas para determinar uma VHS aproximadamente "normal" são:
- nos homens: idade/2
- nas mulheres: (idade+10)/2.